# Лук'янченко Вадим Ігорович
Лук'янченко Вадим Ігорович — заслужений архітектор України, архітектор-реставратор.

## Життєвий шлях
Народився 3 травня 1955 року у місті Києві.
Мати — Лук'янченко Тамара Іванівна 1930 року народження, інженер-будівельник. Батько — Лук'янченко Ігор Миколайович 1926 року народження, інженер-будівельник, конструктор.
Навчався у школі № 134 у місті Києві, після чого 1972 року вступає до Київського будівельного технікуму на архітектурний факультет, який закінчує з червоним дипломом.
1977 року з відзнакою закінчує Київський будівельний технікум та починає працювати у відділі металоконструкцій проектного інституту «Діпрохіммаш».
У 1979 році вступає на заочне відділення Київського національного університету будівництва і архітектури, де отримує спеціальність «інженерна підготовка благоустрою території». 1986 року захистив диплом на тему «Пристосування Спасо-Преображенського монастиря в Новгороді-Сіверському під музейно-туристичний комплекс», якому судилося бути втіленим у життя 2004 року, за що Вадиму Ігоровичу присвоїли звання заслуженого архітектора України.
З 1978 року починає роботу в УСНРПУ (українські спеціальні науково-дослідні реставраційні майстерні).
1980 року було створено інститут «Укрпроектреставрація», де у майстерні № 1 під керівництвом Граужиса Олега Олександровича працював Вадим Ігорович.
Інститут об'єднав три відділи, в одному із них (відділ Говденко Маріоніли Мойсеївної) працював і Вадим Ігорович Лук'янченко. Робота полягала у проведенні науково-дослідних робіт, комплексних архітектурних досліджень.
Вадим Ігорович почав професійний шлях в інституті з позиції техніка, закінчив — керівником майстерні у 2008 році.
Як головний архітектор проекту працював над створенням Парку Київська Русь, займався проектуванням більшості об'єктів Парку (стін, веж, трибун, метальних машин тощо), керував роботою професійної бригади.
З 2013 року і по сьогодні працює в Києво-Печерській Лаврі, будучи старшим науковим співробітником. Займається архітектурно-натурними дослідженнями, публікує з цього приводу статті, пише науково-реставраційні звіти.
Результати досліджень та рецензії публікує у періодичних наукових журналах, серед яких «МІКС», «Церква, наука, суспільство», «Вісник» інституту «УкрНДІпроектреставрація» та інші.

## Проекти
Вадим Ігорович — автор понад 200 проектів. Він провів значну науково-дослідницьку роботу та самостійно розробив проекти реставрації численних пам'яток архітектури України: пам.арх. XVIII ст. В'їзної вежі замку у м. Збаражі; Архієрейського будинку Троїцького монастиря у м. Чернігові; об'єктів Єлецького монастиря у м. Чернігові; Крутицько-батуринського монастиря; Казарм фортеці у м. Хотині та ін.
Лук'янченко В. І. є автором проектів реставрації пам'яток архітектури м. Херсона (Успенський собор, Олександрівська церква, синагога, будинки Другої гімназії та митниці); ряду павільйонів бюветного водопостачання у м. Києві; реставрації фасадів будинку Верховного Суду України по вул. П.Орлика, 4 у м. Києві; Церкви Казанської Божої матері у с. Семенівка, Чернігівської області; комплексу Володимирського собору в Херсонесі та інших.

## Сім'я
Одружений, має 2 дітей та 3 внуків.